# La fundación de Santiago
La fundación de Santiago es un cuadro del pintor chileno Pedro Lira, pintado entre 1886 y 1888,y representa el acto fundacional de Santiago del Nuevo Extremo en 1541.

## Descripción
El óleo es una obra de formato rectangular con marco, cuya imagen muestra figuras humanas masculinas con trajes militares especializados, junto a tres indígenas y un religioso católico sobre una colina. Los personajes están distribuidos en diferentes planos, con estandartes, lazas y otros objetos bélicos sobre la cima y la ladera del cerro. Hacia el fondo, se aprecia el valle del Río Mapocho y la cordillera de los Andes.
Esta obra de características monumentales presenta una temática histórica, donde se representa la fundación de Santiago del Nuevo Extremo, acto realizado el 12 de febrero de 1541. La escena muestra, en primer término, al conquistador Pedro de Valdivia en la ceremonia de fundación de la ciudad, junto a sus huestes y el cacique Huelen Huala, en la cima del cerro Huelén y que es rebautizado por los colonizadores como cerro Santa Lucía.

## Historia
La obra fue realizada para el Pabellón de Chile en la Exposición Universal de París de 1889, donde Lira recibió el premio de la segunda medalla de plata. A su regreso, el cuadro fue comprado por el Estado de Chile y traspasado desde la Municipalidad de Santiago a la colección permanente del Museo Nacional de Bellas Artes en 1929. En 1932 fue traspasada al Museo Histórico Nacional, siendo el lugar que lo exhibe hasta la actualidad.
Entre 1933 y 1947 apareció en el reverso del billete de 1000 pesos que en su anverso estaba representado el presidente Manuel Blanco Encalada. Entre 1960 y 1974 volvió a aparecer como contracara del militar Arturo Prat en el papel moneda de 1 escudo. Finalmente, entre 1975 y 2000, el cuadro de Lira aparece representado junto al retrato de Pedro de Valdivia en el billete de 500 pesos.

## Críticas
La historiadora Josefina de la Maza ha planteado que Lira "describe la ficción fundacional de Santiago como una escena cortés determinada por la supremacía de los españoles por sobre la casi inexistente (de acuerdo a la pintura) población indígena", sin considerar las resistencias del pueblo indígena ante la fundación de Santiago.
Por otra parte, el entonces director del Museo Nacional de Bellas Artes Roberto Farriol escribió en el catálogo de El Bien Común, una muestra crítica del museo en 2017 a cargo de la curadora Paula Honorato, que La fundación de Santiago "ha desempeñado un rol político fundamental en la regulación del capital simbólico, jugando un papel preponderante en la homogeneización cultural desde una clase, siguiendo los valores y las directrices europeas del siglo XIX".